# Temnochalepus
Temnochalepus is een geslacht van kevers uit de familie bladkevers (Chrysomelidae).
De wetenschappelijke naam van het geslacht werd in 1935 gepubliceerd door Uhmann.

## Soorten
- Temnochalepus cicrumcinctus (Weise, 1910)
- Temnochalepus imitans Uhmann, 1935
- Temnochalepus insolitus Uhmann, 1935
- Temnochalepus lugubris (Chapuis, 1877)